# 마법기사 레이어스의 등장인물 목록
다음은 마법기사 레이어스의 등장인물 목록이다. 

## 소개
- 국내에서는 TVA판이 SBS판과 비디오판 두개가 존재하며 이름과 성우가 다르다. OVA는 애니박스에서 방영되었으며 이름과 주인공의 성우는 SBS판과 동일하나 나머지는 전부 바뀌었다. 순서는 일본/SBS판/비디오판(투니버스판)/OVA(애니박스판)

## 마법기사 (Magic Knight)
시도우 히카루
류자키 우미
호우오우지 후 (鳳凰寺 風) / 윈디 (Windy)
성우 : 카사하라 히로코 / 장혜선
호우오우지 후는 3명의 마법기사 중 1명으로 중학교 2학년이다. 눈동자 색은 녹색이고 머리 색깔은 황갈색이다. 이미지 색상은 녹색.

## 세피로(이름의 유래는닛산 세피로.)
모코나
도사 크레프
에메로드 공주

성우: 오가타 메구미 / 강연숙 / 최향윤
페리오
신관 자가토

성우: 김일 / 김진환 
란티스
칼디나
성우 : 나가시마 유코
아스코트의 누나로, 신관 자가토를 따르고 있었다. 처음에 마법기사들을 공격했으나, 나중에는 도와주게 된다.
아스코트

## 기타 등장인물
알시오네
성우 : 아마노 유리 / 최문자 / 안소연
본래는 도사 크레프의 제자였지만, 신관 자가토한테 사랑에 빠지는 바람의 도사 크레프를 배신하고 신관 자가토를 따르게 된다. 하지만 거듭되는 실패에, 신관 자가토에게 버림을 받는다. 그 상처로 데보니아의 부하가 된다.
프레세아
성우 : 시노하라 에미 / 이선주 / 강연숙
쌍둥이 동생으로 시에라가 있다.
라파가
성우 : 키시노 유키마사 / 강구한 / 정동열
프리메라
성우 : 시라토리 유리 / 한수경 / 최문자
이글 비전
성우 : 오가타 메구미 / 이재용 / 이윤연 / 엄상현
타타
성우 : 이노우에 키쿠코 / 박영희
타트라
성우 : 히사카와 아야 / 김정애
1. ↑  시도우 히카루와 중복.